# Harry Somers
Harry Stewart Somers (* 11. September 1925 in Toronto; † 9. März 1999 ebenda) war ein kanadischer Komponist.

## Leben
Somers war zwischen 1949 und 1948 Klavierschüler von Dorothy Hornfelt (1939–41), Reginald Godden (1942–43), Weldon Kilburn (1945–48) und E. Robert Schmitz (1948). Von 1941 bis 1949 studierte er außerdem Komposition bei John Weinzweig. Er trat in den 1940er Jahren mit Werken Barbara Pentlands und eigenen Kompositionen als Pianist auf, verwarf jedoch 1948 seine Pläne einer Laufbahn als Pianist, um sich ganz der Komposition zu widmen.
1949 studierte er für ein Jahr in Paris bei Darius Milhaud, bei einem zweiten Frankreichaufenthalt 1960 studierte er in Solesmes gregorianischen Gesang. In den 1950er Jahren bestritt er seinen Lebensunterhalt als Musikkopist. In den 1960er Jahren widmete er sich dem Schulmusikunterricht.
Von 1969 bis 1971 lebte er als Stipendiat des Canada Cultural Institute in Rom, 1972 wurde er als einer der produktivsten und bekanntesten Komponisten Kanadas zum Companion des Order of Canada ernannt. Sein kompositorisches Werk umfasst neben Bühnenwerken (darunter die Oper Louis Riel) und Orchesterwerken (u. a. 3 Klavierkonzerte, ein Gitarrenkonzert, eine Sinfonie) zahlreiche Kompositionen für kammermusikalische Besetzung, Lieder und Chormusik.